# Phaonia halophila
Phaonia halophila este o specie de muște din genul Phaonia, familia Muscidae, descrisă de Zinovjev în anul 1990.
Este endemică în Mongolia. Conform Catalogue of Life specia Phaonia halophila nu are subspecii cunoscute.